# Téléchat
Téléchat é uma série de televisão franco-belga com 234 episódios de 5 minutos, criado por Roland Topor e Henri Xhonneux. 
Na Bélgica, a série estreou ao ar no dia 19 de setembro de 1983 no programa Lolllipop do canal RTBF; e na França, estreou no dia 3 de outubro de 1983, no programa Récré A2 no canal Antenne 2.

## Sinopse
Destinado a crianças, Téléchat parodia noticiários adultos na "TV Objeto". É apresentado por fantoches, feito nos Países Baixos: a avestruz Lola, e o gato Groucha, com um braço engessado. Micmac, o microfone de Groucha, possui vida própria e não hesita em intervir nas entrevistas. Os glúons são entrevistados durante as reportagens. O tom de humor da série normalmente faz críticas sobre a televisão, publicidade, corrida por audiência. Os episódios invariavelmente começam com o assunto celebrado do dia, e os apresentadores desejam um feliz aniversário para os objetos em questão. Após os créditos finais, é possível ver Groucha e Lola discutindo em um contexto não-profissional, muitas vezes durante o café, depois do trabalho, como um lembrete de que a experiência dos personagens não se limita ao seu ofício. Na segunda temporada, Groucha é substituído por outro apresentador, o coelho GTI (uma sigla de Grégoire de la Tour d'Ivoire [Gregório da Torre de Marfim])), que é parente de um gestor da emissora e quer renovar o programa. Este último é o representante das pressões econômicas exercidas sobre os jornalistas; Como resultado de suas grosseiras falhas profissionais, ele foi demitido por destruir o programa.